# مانوبيلو
مانوبيلو (بالإيطالية: Manoppello)‏ هي بلدية في مقاطعة بسكارا في إقليم أبروتسو الإيطالي.

## السكان
في سنة 1861 بلغ عدد السكان 4٬141 نسمة، وتطور العدد ليصل في سنة 2011 لـ 7٬008 نسمة.
يظهر هذا المخطط البياني تطور النمو السكاني لـ مانوبيلو

## توأمة
لمانوبيلو اتفاقيات توأمة مع كل من:
- شارلوروا (2001 - )
- كازارانو